# Ra Patera

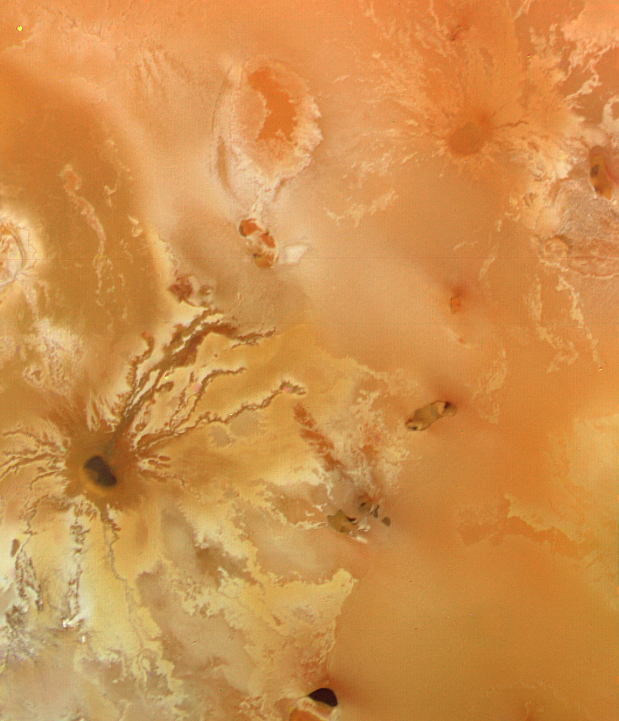
Imagen del Voyager 1 que muestra flujos de lava emanando de Ra Patera en la esquina izquierda inferior.

Ra Patera es un volcán extraterrestre localizado en Ío (satélite de Júpiter). Es un volcán activo. Fue estudiado por primera vez en 1979 por la Sonda Voyager para determinar su geología, topografía, y la fuente de sus erupciones. Cuándo fue descubierto, el volcán alcanzaba aproximadamente un kilómetro en altura y presentaba numerosos flujos de lava de baja viscosidad. Se cree que estos flujos de lava son azufre líquido que surge en cada erupción procedente del interior del satélite.